# Schöngleina
Schöngleina ist eine Gemeinde im thüringischen Saale-Holzland-Kreis. Erfüllende Gemeinde ist Bad Klosterlausnitz.

## Geografie
Schöngleina liegt an der Landesstraße L 1075 zwischen Jena (im Westen) und Bad Klosterlausnitz (im Osten), südöstlich des Höhenzuges Wöllmisse.

## Geschichte
1190 wird der Ort erstmals urkundlich als Gleina (auch Glyne oder Glina) erwähnt (Andere Quellen berichten von einer Ersterwähnung 1228). Ebenfalls 1190 wird ein Otto von Glina, vermutlich der Stammvater des gleichnamigen Adelsgeschlechts, den Herren von Glina genannt. Das Gut in Glyne war ein Lehen der Herren von Lobdaburg-Burgau. Um 1341 werden die Herren von Lichtenhayn als Eigentümer benannt. Diese bauten zwischen 1580 und 1594 ein Schloss, das eher einer wehrhaften Burganlage glich. Die Anlage bestand aus fünf Türmen, Wall und Graben, von denen heute nur noch wenige Reste erhalten sind. Weitere Besitzer waren um 1655 die Freiherren von Brand. 1796 wurde Schöngleina herzogliches Kammergut. Nach dem Zweiten Weltkrieg wurde das Kammergut in „Volkseigentum“ überführt. Schwerpunkt der Produktion waren Sauenhaltung mit Ferkelaufzucht. Später ging man zum Obstbau und zur Lehrausbildung über. Nach der Wende orientierte man sich neu.
Aus Gleina wurde zur Unterscheidung zu anderen Dörfern gleichen Namens Schöngleina.
Ende der 1930er Jahre entstand auf der Wöllmisse ein Militärflugplatz. Im November 1946 wurde das Gelände umgepflügt. 1956 begannen die Planungen für einen neuen Flugplatz; eine erste Segelflugzeughalle wurde 1958 auf der Wöllmisse errichtet. Am 13. September 1959 fand der erste Motorflugtag statt.
Im Ort gibt es die Kindertagesstätte „Rappelkiste“, die im April 2000 wieder eröffnet wurde.

## Kirche
Nahe dem früheren Schloss befindet sich die heutige Dorfkirche, sie stammt aus dem Jahr 1601 und wurde anstelle einer schon um 1228 erwähnten Kapelle erbaut. Eine Erneuerung der Kirche erfolgte 1769. Die Glocken stammen aus den Jahren 1796 und 1828.

## Sehenswürdigkeiten

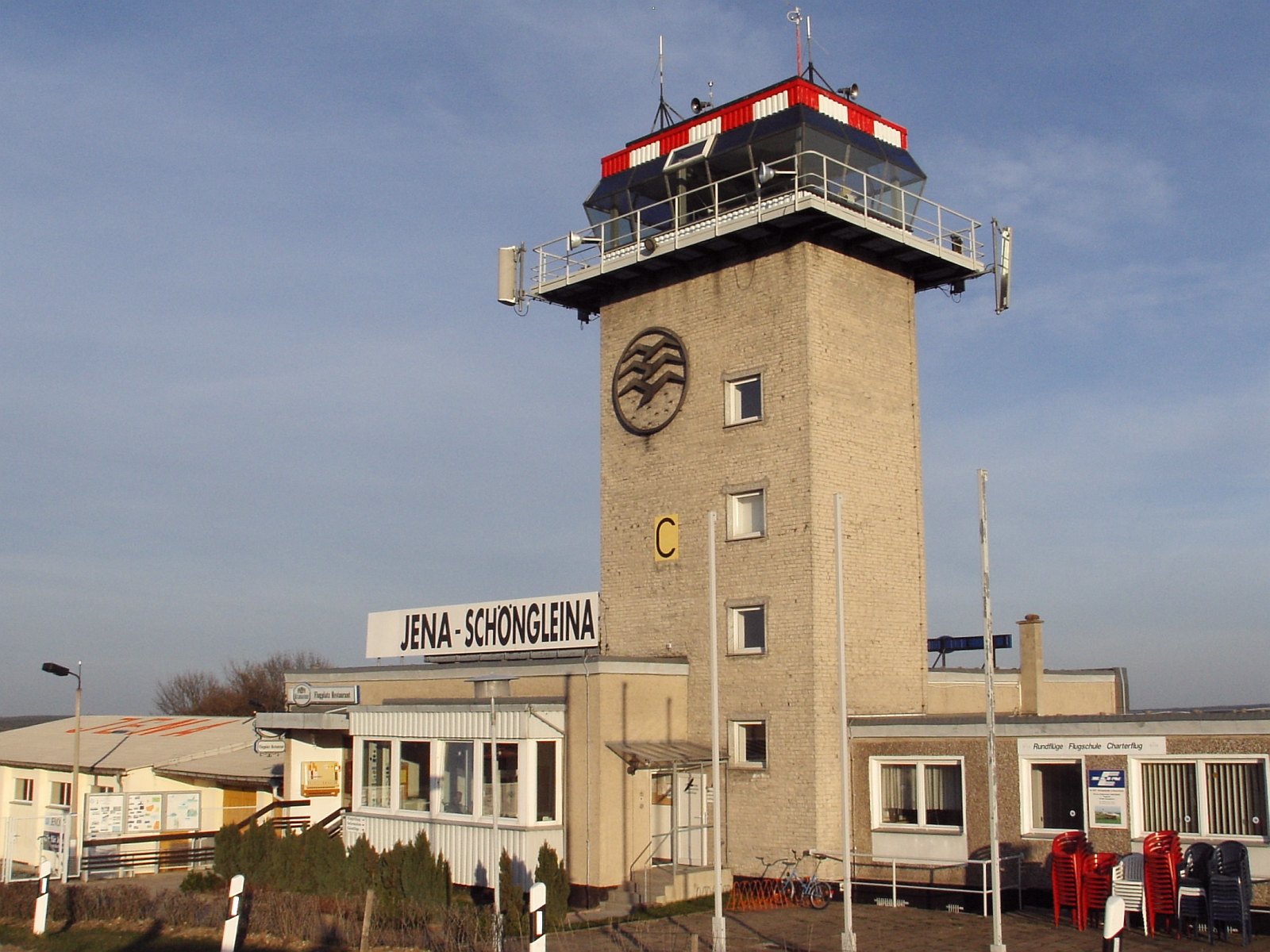
Tower des Flugplatzes

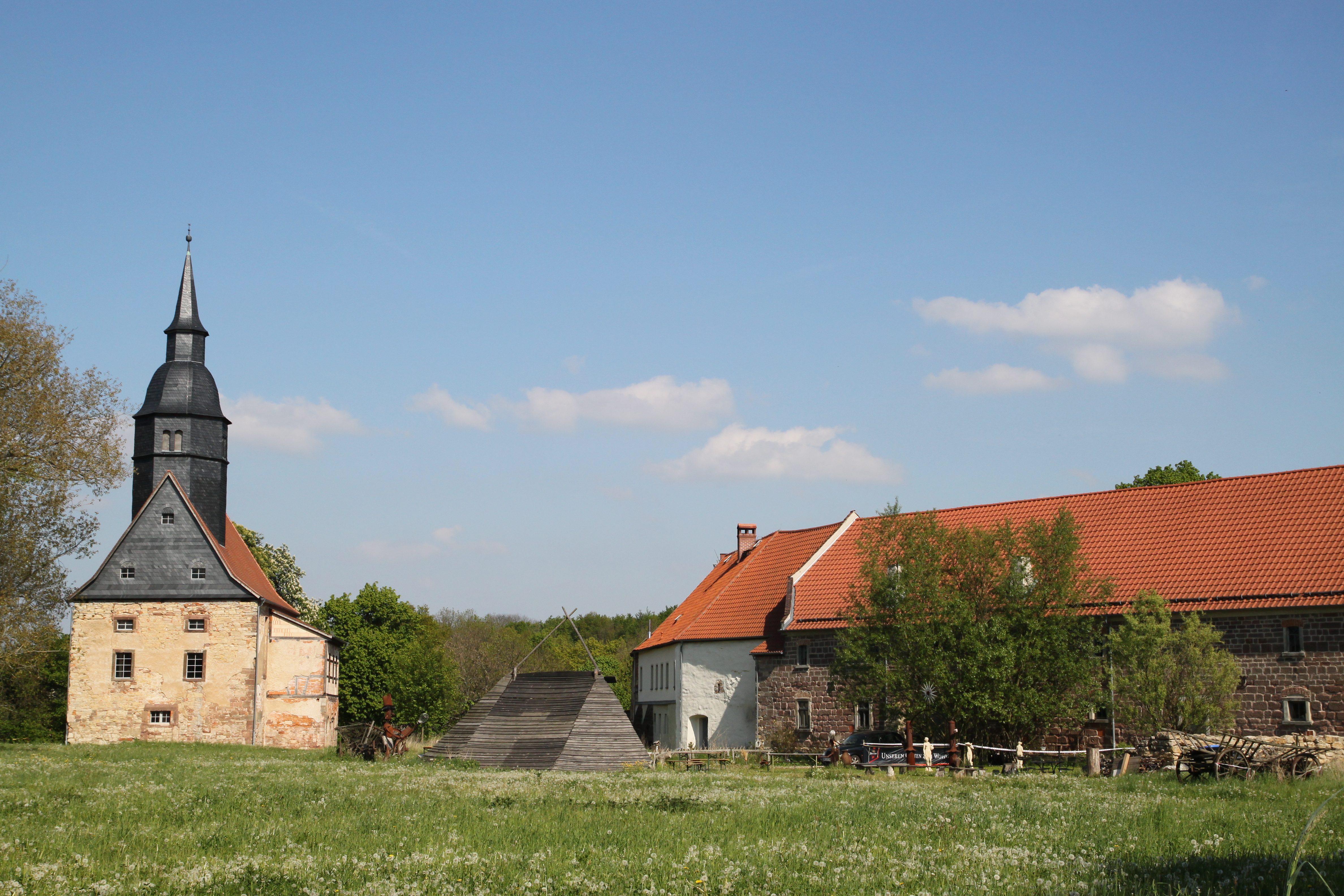
Dorfkirche und Altes Gut Schöngleina

- Flugplatz Jena-Schöngleina mit neuer Luftrettungsstation
- Etwa 300 m nordöstlich vom Ort auf dem markanten Hügel „Knochen“ befindet sich ein Steinkreuz. Der Legende nach soll hier ein Schneider um sein Leben gekommen sein.[4]

## Wirtschaft
Eine Vielzahl kleiner Betriebe sind im Ort ansässig: die Heideland Gutsverwaltung, ein großer Schweineproduktionsbetrieb, ein Obstgut und am Ortsrand, „auf der Zinna“, ein Recycling-Unternehmen.